# Václav Vejdovský
Václav Vejdovský (15. února 1896 Nusle – 28. září 1977 Olomouc) byl český lékař, oftalmolog; profesor na Univerzitě Palackého v Olomouci, zakladatel a první přednosta oční kliniky UP v Olomouci.
Když byla v roce 1946 znovu zřízena Univerzita Palackého v Olomouci, byl přednostou očního oddělení již 18 let významný představitel československé oftalmologie primář docent Václav Vejdovský, který byl nejen pověřen vedením kliniky, ale současně se stal prvním děkanem lékařské fakulty.
V roce 1999 obdržel in memoriam Cenu města Olomouce v oblasti přírodní vědy – lékařství.

## Život
Narodil se 15. února 1896 v Nuslích (dnešní část Prahy), lékařská studia ukončil promocí na lékařské fakultě Univerzity Karlovy v Praze 7. listopadu 1919. Bezprostředně po promoci odjíždí Vejdovský do Paříže, kde pracuje od roku 1919 jako nehonorovaný asistent u profesora Poularda v Neckermanově nemocnici a také u profesora Moraxe v Lariboisière až do roku 1921. Po návratu do vlasti nastupuje na nově zřízenou oční kliniku v Brně ve funkci 1. asistenta, aby mimo jiné podpořil profesora Slavíka v počešťování – do té doby téměř výlučně německé-moravské oftalmologie. Na klinice v Brně pracoval Vejdovský téměř 7 let.
23. května 1928 vyhrává Vejdovský konkurs na místo primáře očního oddělení zemské nemocnice v Olomouci. Do konkurzu byli přihlášeni čtyři lékaři včetně budoucího přednosty oční kliniky v Bratislavě docenta Galy. Vejdovský nastoupil po známém primáři Eduardu Zirmovi, operatérovi, který jako první uspěl se zachováním transparentního terce rohovky. Primář Zirm ordinoval ještě až do roku 1935 a operoval v soukromém očním sanatoriu. Navíc v Olomouci ordinovalo několik dalších německých lékařů, kteří přijali příchod Vejdovského se značnou nevolí, neboť v něm viděli ohrožení své existence (Kurz). Vejdovský se však díky svým odborným kvalitám a laskavému přístupu k nemocným záhy prosadil, takže brzy proudily do jeho ordinace zástupy pacientů nejen z Moravy, ale i ze Slovenska.
23. října 1930 se Vejdovský habilituje na oční klinice Masarykovy univerzity v Brně a získává titul docenta. Při znovuotevření univerzity v Olomouci v roce 1946 je Vejdovský pověřen přednáškami z očního lékařství, 2. února 1948 je jmenován řádným profesorem očního lékařství na Palackého univerzitě v Olomouci a zároveň prvním děkanem této fakulty na období 1948–1952. Děkanem je Vejdovský zvolen i podruhé v roce 1954. V roce 1956 byla Vejdovskému udělena hodnost doktora lékařských věd.
Za dobu 42 roků, kdy vedl olomoucké oční oddělení a později kliniku, provedl impozantní počet operací, celkem 17 781. Jako první na světě provedl rekonstrukci dolního slzného kanálku ústní sliznicí. Rovněž provedl radu transplantací rohovky, byl zastánce Denigovy plastiky po poleptání očí.
Profesor Vejdovský patřil k zakladatelům a čelným představitelům československé oftalmologické společnosti; od roku 1951 byl jejím místopředsedou, předsedou společnosti byl v letech 1967–1970, zastával řadu vedoucích funkcí v lékařských společnostech střední Moravy, od roku 1957 reprezentoval Československo ve výboru Evropské oftalmologické společnosti až do svých sedmdesáti let, kdy se stal čestným členem této společnosti. Profesor Vejdovský byl členem Francouzské oftalmologické společnosti a od roku 1923 jejím "délégé étrangére" pro Československo. Od roku 1969 byl dopisujícím členem Rakouské oftalmologické společnosti, v roce 1956 obdržel Československou cenu míru a Zlatou medaili Univerzity Palackého. V roce 1961 obdržel čestné členství Československé lékařské společnosti J. E. Purkyně, v roce 1967 Řád práce. V roce 1972 obdržel medaili Emilie Suchardové za péči o nevidomé občany. Profesor Vejdovský byl od začátku vydávání Sborníku sjezdových prací jeho významným spolupracovníkem, od založení Československé oftalmologie v roce 1933 členem redakčního kruhu, od roku 1948 členem řídící a vydavatelské komise časopisu. Členem redakční rady časopisu byl až do roku 1971.
Profesor Vejdovský byl vynikajícím turistou a právě tato záliba ho udržovala v dobré fyzické a duševní kondici do pozdního stáří. Byl velkým znalcem přírody, příznivcem umění, byl členem spolku českých bibliofilů a zvláštní pozornost věnoval historii, zvláště očního lékařství.
V roce 1955 v době svého děkanování se zasloužil o zřízení Ústavu dějin lékařství na Univerzitě Palackého a kroužku pro historii lékařství. Profesor Vejdovský založil v roce 1954 v Litovli školu pro slabozraké a patronoval kroměřížskou školu. Ve stejném roce založil při klinice ortoptické oddělení.
Světově známý profesor zoologie na Karlově univerzitě František Vejdovský byl strýcem profesora Vejdovského, takže sklon k vědeckému bádání byl zřejmě v rodině geneticky zakódován. Svá vědecko-výzkumná bádání uložil Vejdovský do 150 vědeckých prací. Zpočátku se Vejdovský zabýval problematikou specifických zánětů oka. Nejdříve luetickými onemocněními, později ve větší míře tuberkulozními onemocněními oka v klinice i experimentu. Dalším okruhem problémů byla terapie popálení a poleptání oka, kde zvláštní pozornost věnoval Denigově plastice oka ústní sliznicí. Všímal si následků poleptání oka především yperitem. K této problematice vydal v roce 1937 odbornou příručku „Onemocnění očí bojovými látkami", která vyšla jako první svazek lékařského pracovního sboru v Olomouci-Lutíně. V roce 1925 prováděl ještě v Brně společně s docentem Petříkem transplantace celých bulbů na krysách a králících. Závěrem shrnutí těchto pokusů vyvrátil příliš optimistické názory Koppanyho. Ve spolupráci s Heincem napsal Praktika očního lékařství.
Na své klinice vytvořil Vejdovský respekt vzbuzující oftalmologickou školu, ze které vyšli dva profesoři, Heinc a Švec, pět docentů, Dolének, König, Kuběna, Dvořák, Vymazal, a osm přednostů očních oddělení.
Ve svých 74 letech 28. února 1970 odchází Vejdovský do důchodu, ale až do své smrti 28. září 1977 zůstává v úzkém kontaktu s klinikou. Sluší se připomenout ještě jednu epizodu z války. V listopadu 1940 byl s několika členy lutínské skupiny Ing. Sigmunda vězněn nacisty v Cejlu a v Kounicových kolejích. Smrti unikl jen díky úspěšné intervenci jednoho z bývalých vděčných pacientů.

## Odkaz
Po prof. Václavu Vejdovském je pojmenována ulice v Olomouci, de facto kolmá na dům, ve kterém po dlouhá léta v Olomouci Vejdovský žil.
Na profesorovu počest se koná mezinárodní oftalmologická konference Vejdovského olomoucký vědecký den, na níž si oční lékaři předávají nejnovější poznatky z očního lékařství. Poprvé se uskutečnil již v roce 1999. Iniciátorem a garantem je od počátku prof. MUDr. Jiří Řehák, Csc., FEBO, který stál v čele oční kliniky v Olomouci 21 let a působí na ní jako odborník na sítnice a operatér dodnes.
Pokračovatelem odkazu Václava Vejdovského se stala Nadace prof. Vejdovského nesoucí jeho jméno, která od roku 1992 pomáhá lidem s těžkým zrakovým postižením v mnoha oblastech života. Nadace přispívá na kompenzační pomůcky, stipendia, rekvalifikace, výuku cizích jazyků, pomáhá s uplatněním na trhu práce, financuje nákup lékařských přístrojů pro zachování nejvyšší možné péče o zrak a provádí nejrůznější osvětové činnosti. Pomohla tak tisícům lidé po celém území České republiky v řádu milionů korun. Vlastní ochrannou známku na jméno Václav Vejdovský. Zároveň se také jako jediná stará o uchování památky prof. Václava Vejdovského, a to ať už péčí o jeho hrob, nebo vydáním životopisné knihy Václav Vejdovský, jejíž autorkou je archivářka Renáta Klvačová z Archivu Univerzity Palackého. Nadace byla iniciátorem této jediné rozsáhlé komplexní publikace mapující život Vejdovského od jeho kořenů a dětství až po poslední léta života. Nadace prof. Vejdovského pořádá také výstavy, kde přibližuje profesorovy zásluhy a přínosy z oblasti vědy, lékařství či pedagogiky, a ve spolupráci s Českou televizí zpřístupnila veřejnosti sestřih dokumentu Oči - Souboj s tmou, při kterém mohou pamětníci na pana profesora zavzpomínat, mladší generace si tak mohou udělat názor na jeho postoje a osobnost a zamyslet se nad tím, proč byl Václav Vejdovský ve své době jedním z nejuznávanějších očních lékařů ve světě.